# Akoestische bewaking
Akoestische bewaking is een systeem dat geluiden kan waarnemen en meldingen kan genereren wanneer deze een bepaalde drempelwaarde overschrijden. Akoestische bewaking wordt op grote schaal gebruikt bij de nachtzorg in zorgcentra en ziekenhuizen. Het systeem is met name geschikt voor bewoners en patiënten die zelf geen alarmknop kunnen bedienen, bijvoorbeeld in de gehandicaptenzorg. Het kan ook gebruikt worden voor patiënten die zo'n systeem niet zinvol kunnen gebruiken, zoals mensen die onophoudelijk op de knop drukken of de noodzaak van alarm niet in kunnen schatten. 
Voor akoestische bewaking wordt er in het slaapvertrek van een zorgcentrumbewoner of ziekenhuispatiënt een microfoon geplaatst. Als het geluid boven een bepaalde drempelwaarde komt, stuurt het systeem een melding naar de zorgverlener. Meldingen worden doorgaans naar een centrale gestuurd die de meldingen opvangt en beoordeelt. Daarnaast kunnen de meldingen rechtstreeks worden doorgestuurd naar telefoonhandsets van het personeel.
De drempelwaarde is per persoon en locatie in te stellen. Het gaat daarbij om de duur, de sterkte en de toonhoogte van het geluid. Wanneer het geluidsniveau hoger is dan de ingestelde drempel kan dit wijzen op onrust en activiteiten van de persoon. Bij het maken van de melding wordt de betreffende audioclip opgenomen – deze kan worden teruggeluisterd. Bovendien kan de nachtzorgmedewerker, nadat de geluidsmelding is binnengekomen, rechtstreeks naar het geluid in de kamer luisteren om te controleren of er echt iets aan de hand is.

## Geluidsherkenning  bij  akoestische bewaking
Uit de praktijk blijkt dat bij toepassing van akoestische bewaking er circa 10 meldingen per cliënt per nacht zijn. Een bemenste nachtzorgcentrale die de meldingen beoordeelt en de ‘loze’ meldingen er uit zeeft is dan noodzakelijk. Loze meldingen zijn geluidsoverschrijdingen die niets te maken hebben met een verandering in de toestand van de persoon.
Als het systeem in staat is geluiden te herkennen, kan het aantal loze meldingen enigszins worden teruggedrongen. Een voorbeeld is akoestische stress-detectie om emoties zoals agressie en angst te herkennen. Hiermee kunnen in theorie de meeste foute meldingen (soms wel duizenden per nacht in een middelgrote zorginstelling) eruit worden gefilterd. Dat brengt het aantal onnodige (en storende) nachtelijke rondes door zorgpersoneel sterk terug.